# Liga Mexicana de Béisbol 2011
La Temporada 2011 de la Liga Mexicana de Béisbol fue la edición número 87. El partido inaugural se realizó el 18 de marzo en el Estadio Francisco I. Madero de Saltillo, en el que se enfrentaron los Acereros del Norte y los campeones reinantes, los Saraperos de Saltillo.
Para esta temporada los equipos Dorados de Chihuahua y los Tecolotes de Nuevo Laredo no participaron en el campeonato, además de que se hicieron modificaciones al sistema de competencia y a la estructura del calendario.
La temporada regular concluyó con una asistencia de 3 millones 279 mil 122 aficionados, lo que significó un incremento del 30% en los parques de pelota respecto de 2010.
Los Tigres de Quintana Roo dirigidos por Matías Carrillo se coronaron campeones al superar 4-0 a los Diablos Rojos del México en la serie por el título. El juego decisivo se disputó el 26 de agosto en el Foro Sol de México, D. F.
La Serie Final por el título de la LMB denominada Serie del Rey fue transmitida por televisión en vivo y en exclusiva por ESPN Dos, mientras que la Cadena Rasa la transmitió por radio a nivel nacional por séptimo año consecutivo.

## Cambios en la competencia
Reducción de equipos
Los equipos Dorados de Chihuahua y Tecolotes de Nuevo Laredo, participantes en la temporada de 2010, fueron excluidos para este campeonato por la LMB. El equipo de Nuevo Laredo fue suspendido durante un año debido a incumplimientos en relación con la dirección en sus finanzas. Al complicarse el calendario para la temporada, se determinó que el equipo de Chihuahua tampoco participaría en el campeonato. Esto en gran parte debido a la búsqueda de la franquicia para cambiar de propietarios y de sede. Los jugadores pertenecientes a los 2 equipos fueron distribuidos entre los demás equipos por medio de un draft.
Esto hizo que este torneo fuese jugado por 14 equipos divididos en 2 zonas. Al ser de la Zona Norte ambos equipos excluidos, el equipo de los Pericos de Puebla pasó a ser parte de la Zona Norte.
Por otro lado, se determinó que una vez más el equipo campeón de la Zona que ganara el Juego de Estrellas, abriera como local en la Serie Final.
Calendario
Se jugaron 2 partidos inaugurales a visita recíproca por cada equipo. El campeonato se jugó a 40 series, 24 de ellas en contra de rivales de la misma zona (4 en contra de cada equipo, 2 como local y 2 como visitante), 14 fueron 'interzonas' (entre equipos de ambas zonas, a visita recíproca). Los primeros 90 partidos se jugaron en series de 3, mientras que las series restantes se jugaron a 2 partidos, lo que obligó a cada equipo a 2 series de descanso en la temporada. A diferencia de las 2 temporadas anteriores, como ya fue mencionado, en esta sí se realizaron encuentros 'interzonas'.
Como forma de obtener mayor interés por parte del público, en esta temporada se jugaron algunos encuentros los lunes por la noche, los cuales fueron televisados.
- Calendario completo. Archivado el 24 de enero de 2011 en Wayback Machine.

Sistema de competencia
El sistema de clasificación por puntos por vueltas a la postemporada fue eliminado. El sistema de clasificación fue simplificado, manejándose un sistema que consideraba sólo el porcentaje de triunfos en toda la temporada por zona. Se mantuvo el número de 4 calificados a la postemporada por zona.

## Equipos participantes
| Liga Mexicana de Béisbol 2011 |                              |           |                       |                                      |           |
| Zona                          | Equipo                       | Fundación | Ciudad                | Estadio                              | Capacidad |
| Norte                         | Acereros del Norte           | 1974      | Monclova, Coahuila    | Monclova                             | 8,500     |
| Norte                         | Broncos de Reynosa           | 1963      | Reynosa, Tamaulipas   | Adolfo López Mateos                  | 10,000    |
| Norte                         | Diablos Rojos del México     | 1940      | México, D. F.         | Foro Sol                             | 25,000    |
| Norte                         | Pericos de Puebla            | 1938      | Puebla, Puebla        | Hermanos Serdán                      | 12,112    |
| Norte                         | Saraperos de Saltillo        | 1970      | Saltillo, Coahuila    | Francisco I. Madero                  | 16,000    |
| Norte                         | Sultanes de Monterrey        | 1939      | Monterrey, Nuevo León | Monterrey                            | 22,061    |
| Norte                         | Vaqueros Laguna              | 1940      | Torreón, Coahuila     | Revolución                           | 9,500     |
| Sur                           | Guerreros de Oaxaca          | 1996      | Oaxaca, Oaxaca        | Eduardo Vasconcelos                  | 7,200     |
| Sur                           | Leones de Yucatán            | 1954      | Mérida, Yucatán       | Kukulcán                             | 14,917    |
| Sur                           | Olmecas de Tabasco           | 1975      | Villahermosa, Tabasco | Centenario 27 de Febrero             | 8,500     |
| Sur                           | Petroleros de Minatitlán     | 1992      | Minatitlán, Veracruz  | 18 de marzo de 1938                  | 7,500     |
| Sur                           | Piratas de Campeche          | 1980      | Campeche, Campeche    | Nelson Barrera Romellón              | 6,000     |
| Sur                           | Rojos del Águila de Veracruz | 1903      | Veracruz, Veracruz    | Deportivo Universitario "Beto Ávila" | 7,782     |
| Sur                           | Tigres de Quintana Roo       | 1955      | Cancún, Quintana Roo  | Beto Ávila                           | 9,500     |

## Posiciones
- Actualizadas las posiciones al 29 de julio de 2011.

| Zona Norte | Zona Norte | Zona Norte | Zona Norte | Zona Norte |
| Equipo     | JG         | JP         | PCT        | JV         |
| ---------- | ---------- | ---------- | ---------- | ---------- |
| México     | 63         | 40         | .612       | -          |
| Reynosa    | 57         | 47         | .548       | 6.5        |
| Monterrey  | 54         | 49         | .524       | 9.0        |
| Puebla     | 53         | 53         | .500       | 11.5       |
| Laguna     | 48         | 58         | .453       | 16.5       |
| Monclova   | 47         | 59         | .443       | 17.5       |
| Saltillo   | 44         | 60         | .423       | 19.5       |

| Zona Sur     | Zona Sur | Zona Sur | Zona Sur | Zona Sur |
| Equipo       | JG       | JP       | PCT      | JV       |
| ------------ | -------- | -------- | -------- | -------- |
| Quintana Roo | 62       | 43       | .590     | -        |
| Campeche     | 55       | 45       | .550     | 4.5      |
| Veracruz     | 54       | 49       | .524     | 7.0      |
| Oaxaca       | 51       | 51       | .500     | 9.5      |
| Tabasco      | 50       | 55       | .476     | 12.0     |
| Minatitlán   | 47       | 57       | .452     | 14.5     |
| Yucatán      | 43       | 62       | .410     | 19.0     |

| Clasificado a los playoffs |

## Juego de Estrellas
El Juego de Estrellas de la LMB se realizó el 29 de mayo en el Estadio Francisco I. Madero de Saltillo, Coahuila, casa de los Saraperos de Saltillo. En dicho encuentro la Zona Sur se impuso a la Zona Norte por 11-1. El panameño Rubén Rivera de los Piratas de Campeche fue elegido el jugador más valioso del encuentro. Un día antes se celebró el Home Run Derby y la cena de premiación a lo mejor del 2010.
Para esta ocasión la cadena ESPN Dos tuvo nuevamente los derechos de transmisión por televisión del juego. Por radio las cadena RASA fue la encargada de transmitir el partido a nivel nacional.

### Tirilla(enlace rotodisponible enInternet Archive; véase elhistorial, laprimera versióny laúltima).
| Equipo                                                                 | 1 | 2 | 3 | 4 | 5 | 6 | 7 | 8 | 9 | C  | H  | E |
| ---------------------------------------------------------------------- | - | - | - | - | - | - | - | - | - | -- | -- | - |
| Zona Sur                                                               | 3 | 0 | 0 | 0 | 0 | 2 | 4 | 0 | 2 | 11 | 17 | 1 |
| Zona Norte                                                             | 0 | 0 | 0 | 0 | 0 | 0 | 0 | 0 | 1 | 1  | 6  | 0 |
| G: Francisco Campos; P: Andrés Meza; SV: No hubo.                      |   |   |   |   |   |   |   |   |   |    |    |   |
| HR: SUR - Rubén Rivera, Douglas Clark, Erick Rodríguez. ASIST: 14,633. |   |   |   |   |   |   |   |   |   |    |    |   |

### Home Run Derby
El dominicano Mendy López de los Pericos de Puebla conectó tres cuadrangulares en la ronda final del Home Run Derby para superar a su compatriota Víctor Díaz de los Rojos del Águila de Veracruz, quien dio dos en la última fase, y se proclamó monarca del cuadrangular 2011.

## Playoffs
|  | Primer Playoff            | Primer Playoff            | Primer Playoff            |              |   | Series de Campeonato | Series de Campeonato | Series de Campeonato |  |   | Serie del Rey     | Serie del Rey     | Serie del Rey     |  |
|  | 30 de julio - 9 de agosto | 30 de julio - 9 de agosto | 30 de julio - 9 de agosto |              |   | 9 - 17 de agosto     | 9 - 17 de agosto     | 9 - 17 de agosto     |  |   | 21 - 26 de agosto | 21 - 26 de agosto | 21 - 26 de agosto |  |
|  |                           |                           |                           |              |   |                      |                      |                      |  |   |                   |                   |                   |  |
|  |                           |                           |                           |              |   |                      |                      |                      |  |   |                   |                   |                   |  |
|  | 3                         | Monterrey                 | 4                         |              |   |                      |                      |                      |  |   |                   |                   |                   |  |
|  | 3                         | Monterrey                 | 4                         |              |   |                      |                      |                      |  |   |                   |                   |                   |  |
|  | 2                         | Reynosa                   | 2                         |              |   |                      |                      |                      |  |   |                   |                   |                   |  |
|  | 2                         | Reynosa                   | 2                         |              | 3 | Monterrey            | 3                    |                      |  |   |                   |                   |                   |  |
|  | Zona Norte                |                           |                           |              | 3 | Monterrey            | 3                    |                      |  |   |                   |                   |                   |  |
|  |                           |                           | 1                         | México       | 4 |                      |                      |                      |  |   |                   |                   |                   |  |
|  | 4                         | Puebla                    | 1                         | México       | 4 | 2                    |                      |                      |  |   |                   |                   |                   |  |
|  | 4                         | Puebla                    |                           |              |   |                      |                      |                      |  |   |                   |                   |                   |  |
|  | 1                         | México                    | 4                         |              |   |                      |                      |                      |  |   |                   |                   |                   |  |
|  | 1                         | México                    | 4                         |              |   |                      |                      |                      |  | 1 | México            | 0                 |                   |  |
|  |                           |                           |                           |              |   |                      |                      |                      |  | 1 | México            | 0                 |                   |  |
|  |                           |                           | 1                         | Quintana Roo | 4 |                      |                      |                      |  |   |                   |                   |                   |  |
|  | 3                         | Veracruz                  | 1                         | Quintana Roo | 4 | 4                    |                      |                      |  |   |                   |                   |                   |  |
|  | 3                         | Veracruz                  |                           |              |   |                      |                      |                      |  |   |                   |                   |                   |  |
|  | 2                         | Campeche                  | 3                         |              |   |                      |                      |                      |  |   |                   |                   |                   |  |
|  | 2                         | Campeche                  | 3                         |              | 3 | Veracruz             | 2                    |                      |  |   |                   |                   |                   |  |
|  | Zona Sur                  |                           |                           |              | 3 | Veracruz             | 2                    |                      |  |   |                   |                   |                   |  |
|  |                           |                           | 1                         | Quintana Roo | 4 |                      |                      |                      |  |   |                   |                   |                   |  |
|  | 4                         | Oaxaca                    | 1                         | Quintana Roo | 4 | 2                    |                      |                      |  |   |                   |                   |                   |  |
|  | 4                         | Oaxaca                    |                           |              |   |                      |                      |                      |  |   |                   |                   |                   |  |
|  | 1                         | Quintana Roo              | 4                         |              |   |                      |                      |                      |  |   |                   |                   |                   |  |
|  | 1                         | Quintana Roo              | 4                         |              |   |                      |                      |                      |  |   |                   |                   |                   |  |
|  |                           |                           |                           |              |   |                      |                      |                      |  |   |                   |                   |                   |  |

### Primer Playoff
| Equipo | 1 | 2 | 3 | 4 | 5 | 6 | 7 | 8 | 9 | C  | H  | E |
| --- | - | - | - | - | - | - | - | - | - | -- | -- | - |
| Puebla | 4 | 0 | 5 | 2 | 1 | 1 | 0 | 3 | 0 | 16 | 20 | 2 |
| México | 2 | 3 | 0 | 0 | 0 | 1 | 0 | 1 | 2 | 9  | 13 | 2 |
| G: Andrés Meza (1-0, 7.94); P: Roberto Ramírez (0-1, 23.62); SV: No hubo. |   |   |   |   |   |   |   |   |   |    |    |   |
| HR: PUE - M. López (1), O. de la Torre (1), C. Tapia (1), R. Reyes (1), L. M. Suárez (1), S. Rodríguez (1); MEX - L. Terrero (1), J. L. Sandoval (1), C. Valencia (1). ASIST: 8,663. |   |   |   |   |   |   |   |   |   |    |    |   |

| Equipo                                                                      | 1 | 2 | 3 | 4 | 5 | 6 | 7 | 8 | 9 | C | H  | E |
| --------------------------------------------------------------------------- | - | - | - | - | - | - | - | - | - | - | -- | - |
| Puebla                                                                      | 0 | 0 | 0 | 1 | 0 | 1 | 0 | 0 | 0 | 2 | 8  | 0 |
| México                                                                      | 1 | 4 | 0 | 2 | 0 | 0 | 0 | 2 | X | 9 | 11 | 1 |
| G: Marco Duarte (1-0, 3.60); P: Mauricio Lara (0-1, 17.18); SV: No hubo.    |   |   |   |   |   |   |   |   |   |   |    |   |
| HR: MEX - L. Terrero (2), J. L. Sandoval (2), L. A. Cruz (1). ASIST: 9,488. |   |   |   |   |   |   |   |   |   |   |    |   |

| Equipo                                                                              | 1 | 2 | 3 | 4 | 5 | 6 | 7 | 8 | 9 | C | H | E |
| ----------------------------------------------------------------------------------- | - | - | - | - | - | - | - | - | - | - | - | - |
| México                                                                              | 4 | 0 | 0 | 0 | 0 | 0 | 0 | 0 | 0 | 4 | 9 | 1 |
| Puebla                                                                              | 0 | 0 | 1 | 0 | 0 | 0 | 0 | 0 | 0 | 1 | 6 | 1 |
| G: Nerio Rodríguez (1-0, 1.29); P: Lorenzo Barceló (0-1, 3.38); SV: Jean Machí (1). |   |   |   |   |   |   |   |   |   |   |   |   |
| HR: MEX - L. A. Cruz (2); PUE - L. M. Suárez (2). ASIST: 10,400.                    |   |   |   |   |   |   |   |   |   |   |   |   |

| Equipo                                                                                  | 1 | 2 | 3 | 4 | 5 | 6 | 7 | 8 | 9 | C | H  | E |
| --------------------------------------------------------------------------------------- | - | - | - | - | - | - | - | - | - | - | -- | - |
| México                                                                                  | 0 | 2 | 0 | 3 | 0 | 0 | 0 | 0 | 0 | 5 | 11 | 0 |
| Puebla                                                                                  | 0 | 0 | 0 | 2 | 1 | 4 | 0 | 0 | X | 7 | 12 | 0 |
| G: Adolfo Delfín (1-0, 0.00); P: Federico Castañeda (0-1, 11.57); SV: Luis Ramírez (1). |   |   |   |   |   |   |   |   |   |   |    |   |
| HR: MEX - G. Gil (1), C. Valencia (2). ASIST: 8,611.                                    |   |   |   |   |   |   |   |   |   |   |    |   |

| Equipo                                                                          | 1 | 2 | 3 | 4 | 5 | 6 | 7 | 8 | 9 | C | H  | E |
| ------------------------------------------------------------------------------- | - | - | - | - | - | - | - | - | - | - | -- | - |
| México                                                                          | 1 | 4 | 0 | 0 | 0 | 0 | 0 | 3 | 0 | 8 | 11 | 2 |
| Puebla                                                                          | 0 | 2 | 0 | 0 | 0 | 0 | 2 | 0 | 1 | 5 | 10 | 0 |
| G: Roberto Ramírez (1-1, 9.35); P: Andrés Meza (1-1, 7.71); SV: Jean Machí (2). |   |   |   |   |   |   |   |   |   |   |    |   |
| HR: MEX - L. A. Cruz (3). ASIST: 10,550.                                        |   |   |   |   |   |   |   |   |   |   |    |   |

| Equipo                                                                                      | 1 | 2 | 3 | 4 | 5 | 6 | 7 | 8 | 9 | C | H  | E |
| ------------------------------------------------------------------------------------------- | - | - | - | - | - | - | - | - | - | - | -- | - |
| Puebla                                                                                      | 2 | 0 | 0 | 1 | 0 | 1 | 0 | 1 | 0 | 5 | 6  | 0 |
| México                                                                                      | 1 | 0 | 0 | 1 | 0 | 2 | 0 | 1 | 2 | 7 | 11 | 2 |
| G: Jean Machí (1-0, 1.17); P: Lorenzo Barceló (0-2, 5.19); SV: No hubo.                     |   |   |   |   |   |   |   |   |   |   |    |   |
| HR: PUE - R. Reyes (2); MEX - J. Amador (1), M. Valdez (1), C. Valencia (3). ASIST: 11,199. |   |   |   |   |   |   |   |   |   |   |    |   |

| Equipo                                                                | 1 | 2 | 3 | 4 | 5 | 6 | 7 | 8 | 9 | C | H | E |
| --------------------------------------------------------------------- | - | - | - | - | - | - | - | - | - | - | - | - |
| Monterrey                                                             | 1 | 0 | 0 | 1 | 0 | 0 | 4 | 0 | 0 | 6 | 9 | 2 |
| Reynosa                                                               | 1 | 0 | 1 | 0 | 0 | 0 | 0 | 0 | 0 | 2 | 4 | 0 |
| G: Walter Silva (1-0, 1.35); P: Marco Tovar (0-1, 7.71); SV: No hubo. |   |   |   |   |   |   |   |   |   |   |   |   |
| HR: MTY - S. Madera (1). ASIST: 5,202.                                |   |   |   |   |   |   |   |   |   |   |   |   |

| Equipo                                                                               | 1 | 2 | 3 | 4 | 5 | 6 | 7 | 8 | 9 | C | H  | E |
| ------------------------------------------------------------------------------------ | - | - | - | - | - | - | - | - | - | - | -- | - |
| Monterrey                                                                            | 0 | 6 | 0 | 0 | 1 | 0 | 0 | 1 | 1 | 9 | 16 | 1 |
| Reynosa                                                                              | 1 | 0 | 0 | 0 | 0 | 0 | 0 | 1 | 0 | 2 | 6  | 0 |
| G: Francisley Bueno (1-0, 0.00); P: Miguel Ángel González (0-1, 32.40); SV: No hubo. |   |   |   |   |   |   |   |   |   |   |    |   |
| HR: No hubo. ASIST: 4,781.                                                           |   |   |   |   |   |   |   |   |   |   |    |   |

| Equipo                                                                                                 | 1 | 2 | 3 | 4 | 5 | 6 | 7 | 8 | 9 | C  | H  | E |
| --- | - | - | - | - | - | - | - | - | - | -- | -- | - |
| Reynosa                                                                                                | 0 | 1 | 7 | 0 | 0 | 1 | 1 | 0 | 0 | 10 | 13 | 0 |
| Monterrey                                                                                              | 0 | 0 | 2 | 3 | 1 | 1 | 0 | 1 | 0 | 8  | 18 | 0 |
| G: Jesús Adrián Castillo (1-0, 6.00); P: Dan Serafini (0-1, 30.86); SV: Alan Guerrero (1).             |   |   |   |   |   |   |   |   |   |    |    |   |
| HR: REY - A. Muñoz (1), W. Otáñez (1), R. Irazoqui (1), J. Gutiérrez (1), F. Arias (1). ASIST: 19,235. |   |   |   |   |   |   |   |   |   |    |    |   |

| Equipo                                                                          | 1 | 2 | 3 | 4 | 5 | 6 | 7 | 8 | 9 | C | H | E |
| ------------------------------------------------------------------------------- | - | - | - | - | - | - | - | - | - | - | - | - |
| Reynosa                                                                         | 0 | 0 | 0 | 1 | 1 | 0 | 0 | 0 | 0 | 2 | 8 | 3 |
| Monterrey                                                                       | 3 | 0 | 1 | 0 | 2 | 1 | 0 | 0 | X | 7 | 8 | 1 |
| G: Juan Delgadillo (1-0, 1.69); P: Oscar Hurtado (0-1, 4.50); SV: No hubo.      |   |   |   |   |   |   |   |   |   |   |   |   |
| HR: REY - M. McDougall (1); MTY - S. Madera (2), A. Murillo (1). ASIST: 10,858. |   |   |   |   |   |   |   |   |   |   |   |   |

| Equipo                                                                             | 1 | 2 | 3 | 4 | 5 | 6 | 7 | 8 | 9 | C  | H  | E |
| ---------------------------------------------------------------------------------- | - | - | - | - | - | - | - | - | - | -- | -- | - |
| Reynosa                                                                            | 2 | 0 | 0 | 2 | 2 | 0 | 1 | 2 | 5 | 14 | 18 | 3 |
| Monterrey                                                                          | 0 | 0 | 3 | 0 | 2 | 2 | 1 | 1 | 0 | 9  | 14 | 0 |
| G: Alan Guerrero (1-0, 3.86); P: Oscar Villarreal (0-1, 19.29); SV: No hubo.       |   |   |   |   |   |   |   |   |   |    |    |   |
| HR: REY - Y. de Caster (1), M. McDougall (2 y 3), J. Gutiérrez (2). ASIST: 21,316. |   |   |   |   |   |   |   |   |   |    |    |   |

| Equipo                                                                      | 1 | 2 | 3 | 4 | 5 | 6 | 7 | 8 | 9 | C | H  | E |
| --------------------------------------------------------------------------- | - | - | - | - | - | - | - | - | - | - | -- | - |
| Monterrey                                                                   | 0 | 1 | 0 | 0 | 0 | 0 | 2 | 1 | 4 | 8 | 16 | 1 |
| Reynosa                                                                     | 1 | 0 | 0 | 0 | 0 | 3 | 0 | 0 | 0 | 4 | 10 | 0 |
| G: Sergio Lizárraga (1-0, 1.69); P: Alan Guerrero (1-1, 9.00); SV: No hubo. |   |   |   |   |   |   |   |   |   |   |    |   |
| HR: REY - W. Otáñez (2), J. Aguilar (1). ASIST: 8,153.                      |   |   |   |   |   |   |   |   |   |   |    |   |

| Equipo                                                                         | 1 | 2 | 3 | 4 | 5 | 6 | 7 | 8 | 9 | C | H | E |
| ------------------------------------------------------------------------------ | - | - | - | - | - | - | - | - | - | - | - | - |
| Oaxaca                                                                         | 0 | 0 | 0 | 0 | 0 | 1 | 1 | 1 | 0 | 3 | 7 | 1 |
| Quintana Roo                                                                   | 0 | 0 | 1 | 0 | 0 | 4 | 1 | 2 | X | 8 | 9 | 1 |
| G: Pablo Ortega (1-0, 1.50); P: Yusmeiro Petit (0-1, 7.94); SV: Sandy Nin (1). |   |   |   |   |   |   |   |   |   |   |   |   |
| HR: TIG - D. Clark (1), C. Gastélum (1). ASIST: 4,602.                         |   |   |   |   |   |   |   |   |   |   |   |   |

| Equipo                                                                                   | 1 | 2 | 3 | 4 | 5 | 6 | 7 | 8 | 9 | C | H | E |
| ---------------------------------------------------------------------------------------- | - | - | - | - | - | - | - | - | - | - | - | - |
| Oaxaca                                                                                   | 1 | 0 | 1 | 0 | 0 | 0 | 0 | 0 | 0 | 2 | 6 | 1 |
| Quintana Roo                                                                             | 0 | 2 | 0 | 1 | 0 | 0 | 0 | 1 | X | 4 | 7 | 0 |
| G: José Miguel Ramírez (1-0, 3.00); P: Sergio Valenzuela (0-1, 3.86); SV: Sandy Nin (2). |   |   |   |   |   |   |   |   |   |   |   |   |
| HR: OAX - S. Gastélum (1); TIG - D. Clark (2), A. Contreras (1). ASIST: 3,950.           |   |   |   |   |   |   |   |   |   |   |   |   |

| Equipo                                                                                | 1 | 2 | 3 | 4 | 5 | 6 | 7 | 8 | 9 | C | H  | E |
| ------------------------------------------------------------------------------------- | - | - | - | - | - | - | - | - | - | - | -- | - |
| Quintana Roo                                                                          | 0 | 0 | 0 | 1 | 2 | 0 | 0 | 0 | 0 | 3 | 7  | 0 |
| Oaxaca                                                                                | 0 | 0 | 0 | 1 | 3 | 0 | 0 | 2 | X | 6 | 14 | 1 |
| G: Yusmeiro Petit (1-1, 5.62); P: Francisco Córdova (0-1, 7.71); SV: Greg Aquino (1). |   |   |   |   |   |   |   |   |   |   |    |   |
| HR: OAX - K. Barker (1). ASIST: 4,739.                                                |   |   |   |   |   |   |   |   |   |   |    |   |

| Equipo                                                                      | 1 | 2 | 3 | 4 | 5 | 6 | 7 | 8 | 9 | C | H  | E |
| --------------------------------------------------------------------------- | - | - | - | - | - | - | - | - | - | - | -- | - |
| Quintana Roo                                                                | 1 | 0 | 0 | 0 | 0 | 0 | 3 | 0 | 1 | 5 | 11 | 0 |
| Oaxaca                                                                      | 0 | 1 | 0 | 0 | 0 | 0 | 0 | 0 | 2 | 3 | 10 | 0 |
| G: Enrique Lechuga (1-0, 1.29); P: Rolando Valdez (0-1, 4.50); SV: No hubo. |   |   |   |   |   |   |   |   |   |   |    |   |
| HR: TIG - W. Romero (1); OAX - H. Vásquez (1). ASIST: 4,831.                |   |   |   |   |   |   |   |   |   |   |    |   |

| Equipo                                                                                 | 1 | 2 | 3 | 4 | 5 | 6 | 7 | 8 | 9 | C | H | E |
| -------------------------------------------------------------------------------------- | - | - | - | - | - | - | - | - | - | - | - | - |
| Quintana Roo                                                                           | 0 | 0 | 0 | 0 | 0 | 0 | 0 | 1 | 0 | 1 | 9 | 0 |
| Oaxaca                                                                                 | 1 | 0 | 0 | 0 | 1 | 0 | 0 | 0 | X | 2 | 6 | 1 |
| G: Sergio Valenzuela (1-1, 2.25); P: Pablo Ortega (1-1, 2.08); SV: Yusmeiro Petit (1). |   |   |   |   |   |   |   |   |   |   |   |   |
| HR: OAX - S. Gastélum (2). ASIST: 4,893.                                               |   |   |   |   |   |   |   |   |   |   |   |   |

| Equipo                                                                          | 1 | 2 | 3 | 4 | 5 | 6 | 7 | 8 | 9 | C | H  | E |
| ------------------------------------------------------------------------------- | - | - | - | - | - | - | - | - | - | - | -- | - |
| Oaxaca                                                                          | 0 | 0 | 0 | 0 | 0 | 1 | 0 | 0 | 0 | 1 | 5  | 0 |
| Quintana Roo                                                                    | 0 | 1 | 1 | 0 | 4 | 3 | 0 | 0 | X | 9 | 10 | 0 |
| G: José Miguel Ramírez (2-0, 2.25); P: Jorge Castillo (0-1, 5.19); SV: No hubo. |   |   |   |   |   |   |   |   |   |   |    |   |
| HR: TIG - D. Clark (3). ASIST: 5,198.                                           |   |   |   |   |   |   |   |   |   |   |    |   |

| Equipo                                                                                               | 1 | 2 | 3 | 4 | 5 | 6 | 7 | 8 | 9 | C  | H  | E |
| --- | - | - | - | - | - | - | - | - | - | -- | -- | - |
| Veracruz                                                                                             | 0 | 2 | 0 | 1 | 0 | 3 | 0 | 1 | 3 | 10 | 11 | 0 |
| Campeche                                                                                             | 0 | 2 | 0 | 0 | 0 | 0 | 0 | 0 | 2 | 4  | 7  | 0 |
| G: Joel Vargas (1-0, 3.60); P: Francisco Campos (0-1, 9.53); SV: No hubo.                            |   |   |   |   |   |   |   |   |   |    |    |   |
| HR: VER - F. Méndez (1), V. Díaz (1), J. Guzmán (1), J. Orozco (1); CAM - J. Vega (1). ASIST: 4,582. |   |   |   |   |   |   |   |   |   |    |    |   |

| Equipo                                                                                             | 1 | 2 | 3 | 4 | 5 | 6 | 7 | 8 | 9 | C | H | E |
| -------------------------------------------------------------------------------------------------- | - | - | - | - | - | - | - | - | - | - | - | - |
| Veracruz                                                                                           | 0 | 0 | 0 | 0 | 0 | 3 | 1 | 0 | 0 | 4 | 5 | 0 |
| Campeche                                                                                           | 0 | 0 | 0 | 0 | 0 | 1 | 1 | 0 | 0 | 2 | 7 | 0 |
| G: Juan Enrique Quintanilla (1-0, 0.00); P: Alejandro Armenta (0-1, 4.50); SV: Jailén Peguero (1). |   |   |   |   |   |   |   |   |   |   |   |   |
| HR: VER - C. Suárez (1); CAM - R. Peña (1), R. Valencia (1). ASIST: 4,827.                         |   |   |   |   |   |   |   |   |   |   |   |   |

| Equipo                                                                            | 1 | 2 | 3 | 4 | 5 | 6 | 7 | 8 | 9 | C | H  | E |
| --------------------------------------------------------------------------------- | - | - | - | - | - | - | - | - | - | - | -- | - |
| Campeche                                                                          | 2 | 0 | 0 | 0 | 0 | 1 | 0 | 0 | 4 | 7 | 9  | 0 |
| Veracruz                                                                          | 0 | 0 | 1 | 1 | 0 | 0 | 0 | 0 | 3 | 5 | 16 | 2 |
| G: Miguel Ruiz (1-0, 3.38); P: Luis de la O (0-1, 3.86); SV: Ismael Castillo (1). |   |   |   |   |   |   |   |   |   |   |    |   |
| HR: No hubo. ASIST: 6,425.                                                        |   |   |   |   |   |   |   |   |   |   |    |   |

| Equipo                                                                   | 1 | 2 | 3 | 4 | 5 | 6 | 7 | 8 | 9 | C | H | E |
| ------------------------------------------------------------------------ | - | - | - | - | - | - | - | - | - | - | - | - |
| Campeche                                                                 | 0 | 0 | 0 | 0 | 2 | 0 | 0 | 0 | 0 | 2 | 6 | 0 |
| Veracruz                                                                 | 0 | 1 | 0 | 0 | 0 | 1 | 0 | 0 | 1 | 3 | 8 | 0 |
| G: Héctor Navarro (1-0, 0.00); P: Andrew Sisco (0-1, 0.00); SV: No hubo. |   |   |   |   |   |   |   |   |   |   |   |   |
| HR: No hubo. ASIST: 6,287.                                               |   |   |   |   |   |   |   |   |   |   |   |   |

| Equipo                                                                                       | 1 | 2 | 3 | 4 | 5 | 6 | 7 | 8 | 9 | C | H  | E |
| -------------------------------------------------------------------------------------------- | - | - | - | - | - | - | - | - | - | - | -- | - |
| Campeche                                                                                     | 4 | 0 | 0 | 1 | 1 | 1 | 0 | 2 | 0 | 9 | 13 | 0 |
| Veracruz                                                                                     | 2 | 0 | 0 | 0 | 0 | 0 | 1 | 0 | 2 | 5 | 11 | 3 |
| G: Francisco Campos (1-1, 6.57); P: Joel Vargas (1-1, 6.23); SV: No hubo.                    |   |   |   |   |   |   |   |   |   |   |    |   |
| HR: CAM - R. Rivera (1), J. Rivera (1); VER - J. G. Chávez (1), J. Guzmán (2). ASIST: 6,714. |   |   |   |   |   |   |   |   |   |   |    |   |

| Equipo                                                                                  | 1 | 2 | 3 | 4 | 5 | 6 | 7 | 8 | 9 | C | H  | E |
| --------------------------------------------------------------------------------------- | - | - | - | - | - | - | - | - | - | - | -- | - |
| Veracruz                                                                                | 0 | 1 | 0 | 0 | 0 | 1 | 0 | 0 | 0 | 2 | 6  | 1 |
| Campeche                                                                                | 0 | 3 | 2 | 0 | 0 | 1 | 0 | 0 | X | 6 | 10 | 0 |
| G: Alejandro Armenta (1-1, 3.46); P: Juan Enrique Quintanilla (1-1, 4.05); SV: No hubo. |   |   |   |   |   |   |   |   |   |   |    |   |
| HR: VER - V. Díaz (2), C. Suárez (2); CAM - J. Cabrera (1). ASIST: 5,874.               |   |   |   |   |   |   |   |   |   |   |    |   |

| Equipo                                                                              | 1 | 2 | 3 | 4 | 5 | 6 | 7 | 8 | 9 | C | H | E |
| ----------------------------------------------------------------------------------- | - | - | - | - | - | - | - | - | - | - | - | - |
| Veracruz                                                                            | 0 | 0 | 0 | 2 | 0 | 4 | 0 | 0 | 0 | 6 | 8 | 0 |
| Campeche                                                                            | 0 | 0 | 1 | 0 | 2 | 0 | 0 | 0 | 0 | 3 | 8 | 1 |
| G: Héctor Navarro (2-0, 1.04); P: Andrew Sisco (0-2, 2.70); SV: Jailén Peguero (2). |   |   |   |   |   |   |   |   |   |   |   |   |
| HR: VER - V. Díaz (3), C. Suárez (3). ASIST: 6,000.                                 |   |   |   |   |   |   |   |   |   |   |   |   |

### Series de Campeonato
| Equipo                                                                      | 1 | 2 | 3 | 4 | 5 | 6 | 7 | 8 | 9 | 10 | 11 | C | H  | E |
| --------------------------------------------------------------------------- | - | - | - | - | - | - | - | - | - | -- | -- | - | -- | - |
| Monterrey                                                                   | 0 | 0 | 0 | 0 | 3 | 1 | 0 | 1 | 0 | 0  | 0  | 5 | 9  | 1 |
| México                                                                      | 0 | 0 | 0 | 0 | 0 | 0 | 0 | 0 | 5 | 0  | 1  | 6 | 11 | 0 |
| G: Jean Machí (1-0, 0.00); P: Juan Pablo Menchaca (0-1, 5.40); SV: No hubo. |   |   |   |   |   |   |   |   |   |    |    |   |    |   |
| HR: MTY - E. Quintero (1), H. Cota (1 y 2), A. Murillo (1). ASIST: 9,166.   |   |   |   |   |   |   |   |   |   |    |    |   |    |   |

| Equipo                                                                               | 1 | 2 | 3 | 4 | 5 | 6 | 7 | 8 | 9 | C  | H  | E |
| ------------------------------------------------------------------------------------ | - | - | - | - | - | - | - | - | - | -- | -- | - |
| Monterrey                                                                            | 0 | 0 | 1 | 0 | 0 | 1 | 1 | 0 | 0 | 3  | 8  | 2 |
| México                                                                               | 4 | 0 | 1 | 0 | 0 | 0 | 0 | 5 | X | 10 | 15 | 3 |
| G: Nerio Rodríguez (1-0, 1.80); P: Juan Delgadillo (0-1, 19.29); SV: Jean Machí (1). |   |   |   |   |   |   |   |   |   |    |    |   |
| HR: MEX - I. Terrazas (1), L. Terrero (1), L. A. Cruz (1). ASIST: 12,275.            |   |   |   |   |   |   |   |   |   |    |    |   |

| Equipo                                                                              | 1 | 2 | 3 | 4 | 5 | 6 | 7 | 8 | 9 | C | H  | E |
| ----------------------------------------------------------------------------------- | - | - | - | - | - | - | - | - | - | - | -- | - |
| México                                                                              | 0 | 0 | 1 | 0 | 2 | 1 | 0 | 0 | 0 | 4 | 12 | 3 |
| Monterrey                                                                           | 0 | 1 | 1 | 1 | 3 | 0 | 1 | 0 | X | 7 | 13 | 1 |
| G: Dan Serafini (1-0, 5.40); P: Marco Duarte (0-1, 11.25); SV: Juan Delgadillo (1). |   |   |   |   |   |   |   |   |   |   |    |   |
| HR: MEX - J. Amador (1); MTY - S. Pérez (1 y 2), E. Quintero (2). ASIST: 23,537.    |   |   |   |   |   |   |   |   |   |   |    |   |

| Equipo                                                                             | 1 | 2 | 3 | 4 | 5 | 6 | 7 | 8 | 9 | C | H  | E |
| ---------------------------------------------------------------------------------- | - | - | - | - | - | - | - | - | - | - | -- | - |
| México                                                                             | 0 | 2 | 0 | 0 | 3 | 0 | 0 | 0 | 0 | 5 | 10 | 1 |
| Monterrey                                                                          | 0 | 0 | 0 | 0 | 0 | 0 | 1 | 0 | 3 | 4 | 10 | 2 |
| G: Marco Quevedo (1-0, 0.00); P: Francisley Bueno (0-1, 9.00); SV: Jean Machí (2). |   |   |   |   |   |   |   |   |   |   |    |   |
| HR: MTY - A. Murillo (2). ASIST: 13,874.                                           |   |   |   |   |   |   |   |   |   |   |    |   |

| Equipo                                                                    | 1 | 2 | 3 | 4 | 5 | 6 | 7 | 8 | 9 | C  | H  | E |
| ------------------------------------------------------------------------- | - | - | - | - | - | - | - | - | - | -- | -- | - |
| México                                                                    | 0 | 0 | 0 | 0 | 0 | 1 | 1 | 0 | 2 | 4  | 5  | 2 |
| Monterrey                                                                 | 2 | 0 | 0 | 0 | 3 | 0 | 2 | 3 | X | 10 | 12 | 1 |
| G: Walter Silva (1-0, 1.32); P: Roberto Ramírez (0-1, 5.84); SV: No hubo. |   |   |   |   |   |   |   |   |   |    |    |   |
| HR: MEX - L. Terrero (2); MTY - C. Roberson (1). ASIST: 18,357.           |   |   |   |   |   |   |   |   |   |    |    |   |

| Equipo                                                                             | 1 | 2 | 3 | 4 | 5 | 6 | 7 | 8 | 9 | C  | H  | E |
| ---------------------------------------------------------------------------------- | - | - | - | - | - | - | - | - | - | -- | -- | - |
| Monterrey                                                                          | 5 | 0 | 6 | 1 | 0 | 4 | 1 | 0 | 0 | 17 | 22 | 0 |
| México                                                                             | 0 | 1 | 0 | 0 | 1 | 0 | 0 | 4 | 0 | 6  | 9  | 0 |
| G: Dan Serafini (2-0, 4.09); P: Nerio Rodríguez (1-1, 9.53); SV: No hubo.          |   |   |   |   |   |   |   |   |   |    |    |   |
| HR: MTY - C. Roberson (2), A. Murillo (3); MEX - M. Valenzuela (1). ASIST: 16,423. |   |   |   |   |   |   |   |   |   |    |    |   |

| Equipo                                                                            | 1 | 2 | 3 | 4 | 5 | 6 | 7 | 8 | 9 | C | H  | E |
| --------------------------------------------------------------------------------- | - | - | - | - | - | - | - | - | - | - | -- | - |
| Monterrey                                                                         | 0 | 0 | 0 | 0 | 1 | 0 | 0 | 0 | 0 | 1 | 7  | 2 |
| México                                                                            | 1 | 0 | 2 | 0 | 0 | 1 | 0 | 0 | X | 4 | 10 | 0 |
| G: Marco Duarte (1-1, 6.00); P: Francisley Bueno (0-2, 8.59); SV: Jean Machí (3). |   |   |   |   |   |   |   |   |   |   |    |   |
| HR: MEX - C. Valencia (1). ASIST: 13,864.                                         |   |   |   |   |   |   |   |   |   |   |    |   |

| Equipo                                                                  | 1 | 2 | 3 | 4 | 5 | 6 | 7 | 8 | 9 | C  | H  | E |
| ----------------------------------------------------------------------- | - | - | - | - | - | - | - | - | - | -- | -- | - |
| Veracruz                                                                | 0 | 0 | 0 | 0 | 0 | 0 | 0 | 0 | 0 | 0  | 4  | 1 |
| Quintana Roo                                                            | 0 | 0 | 2 | 2 | 4 | 0 | 0 | 2 | X | 10 | 10 | 0 |
| G: Pablo Ortega (1-0, 0.00); P: Luis de la O (0-1, 12.00); SV: No hubo. |   |   |   |   |   |   |   |   |   |    |    |   |
| HR: TIG - A. Contreras (1), W. Romero (1 y 2). ASIST: 5,218.            |   |   |   |   |   |   |   |   |   |    |    |   |

| Equipo                                                                    | 1 | 2 | 3 | 4 | 5 | 6 | 7 | 8 | 9 | C | H  | E |
| ------------------------------------------------------------------------- | - | - | - | - | - | - | - | - | - | - | -- | - |
| Veracruz                                                                  | 0 | 3 | 0 | 0 | 3 | 0 | 0 | 0 | 1 | 7 | 9  | 0 |
| Quintana Roo                                                              | 0 | 1 | 1 | 1 | 0 | 0 | 3 | 0 | 0 | 6 | 12 | 1 |
| G: Jailén Peguero (1-0, 0.00); P: Juan Sandoval (0-1, 4.50); SV: No hubo. |   |   |   |   |   |   |   |   |   |   |    |   |
| HR: VER - V. Díaz (1), J. Guzmán (1), C. Suárez (1). ASIST: 5,810.        |   |   |   |   |   |   |   |   |   |   |    |   |

| Equipo                                                                                                   | 1 | 2 | 3 | 4 | 5 | 6 | 7 | 8 | 9 | C | H | E |
| --- | - | - | - | - | - | - | - | - | - | - | - | - |
| Quintana Roo                                                                                             | 0 | 0 | 0 | 1 | 0 | 0 | 1 | 0 | 1 | 3 | 9 | 0 |
| Veracruz                                                                                                 | 0 | 1 | 0 | 0 | 1 | 0 | 1 | 1 | X | 4 | 8 | 4 |
| G: Héctor Navarro (1-0, 13.50); P: E. Llamas (0-1, 3.00); SV: Jailén Peguero (1).                        |   |   |   |   |   |   |   |   |   |   |   |   |
| HR: TIG - J. Trejo (1); VER - M. Bobadilla (1), V. Díaz (2), J. Guzmán (2), J. Orozco (1). ASIST: 7,782. |   |   |   |   |   |   |   |   |   |   |   |   |

| Equipo                                                                          | 1 | 2 | 3 | 4 | 5 | 6 | 7 | 8 | 9 | C | H | E |
| ------------------------------------------------------------------------------- | - | - | - | - | - | - | - | - | - | - | - | - |
| Quintana Roo                                                                    | 0 | 3 | 0 | 0 | 0 | 0 | 0 | 0 | 0 | 3 | 6 | 0 |
| Veracruz                                                                        | 0 | 0 | 1 | 0 | 0 | 0 | 0 | 0 | 0 | 1 | 7 | 1 |
| G: Enrique Lechuga (1-0, 1.50); P: Juan Acevedo (0-1, 3.60); SV: Sandy Nin (1). |   |   |   |   |   |   |   |   |   |   |   |   |
| HR: No hubo. ASIST: 6,797.                                                      |   |   |   |   |   |   |   |   |   |   |   |   |

| Equipo                                                                | 1 | 2 | 3 | 4 | 5 | 6 | 7 | 8 | 9 | 10 | 11 | C | H | E |
| --------------------------------------------------------------------- | - | - | - | - | - | - | - | - | - | -- | -- | - | - | - |
| Quintana Roo                                                          | 1 | 0 | 0 | 2 | 0 | 0 | 0 | 0 | 0 | 0  | 1  | 4 | 7 | 1 |
| Veracruz                                                              | 0 | 0 | 0 | 0 | 3 | 0 | 0 | 0 | 0 | 0  | 0  | 3 | 6 | 1 |
| G: Sandy Nin (1-0, 0.00); P: Jailén Peguero (1-1, 3.18); SV: No hubo. |   |   |   |   |   |   |   |   |   |    |    |   |   |   |
| HR: TIG - I. Franco (1). ASIST: 7,034.                                |   |   |   |   |   |   |   |   |   |    |    |   |   |   |

| Equipo                                                                             | 1 | 2 | 3 | 4 | 5 | 6 | 7 | 8 | 9 | C | H | E |
| ---------------------------------------------------------------------------------- | - | - | - | - | - | - | - | - | - | - | - | - |
| Veracruz                                                                           | 0 | 0 | 0 | 0 | 0 | 1 | 0 | 0 | 1 | 2 | 9 | 1 |
| Quintana Roo                                                                       | 0 | 0 | 2 | 0 | 0 | 0 | 2 | 0 | X | 4 | 6 | 1 |
| G: José Miguel Ramírez (1-0, 5.25); P: Joel Vargas (0-1, 3.72); SV: Sandy Nin (2). |   |   |   |   |   |   |   |   |   |   |   |   |
| HR: VER - F. Méndez (1), J. Guzmán (3); TIG - A. Contreras (2). ASIST: 6,523.      |   |   |   |   |   |   |   |   |   |   |   |   |

### Serie del Rey
Los Tigres de Quintana Roo conquistaron su décimo título en la Liga Mexicana de Béisbol (primero en la ciudad de Cancún) y alzaron por primera vez la Copa Zaachila, al superar 4-0 a los Diablos Rojos del México en la Serie del Rey.
Es la primera vez que Matías Carrillo se corona como mánager en la Liga Mexicana de Béisbol en los tres años que tiene como mánager, en 2009 arribó a la Serie Final, pero cayó ante Saraperos de Saltillo. 
Los Diablos Rojos perdieron una serie en cuatro juegos por segunda vez en su historia, la primera fue en 1995, ante los Sultanes de Monterrey. 
Desde 2008 no se coronaba un mánager mexicano, cuando Daniel Fernández consiguió el título con los escarlata, pues en 2009 y 2010 fue campeón el puertorriqueño Orlando Sánchez, con los Saraperos de Saltillo. 
El trofeo de Jugador Más Valioso fue para Iker Franco, el receptor de los Tigres de Quintana Roo. La prensa especializada eligió a Franco como Jugador Más Valioso, quien a pesar de que se fue de 5-0 en el último juego, llegó al cuarto desafío como líder de su equipo en promedio de bateo con .625 y siete carreras producidas, además de ser una pieza fundamental detrás de home como guía del pitcheo felino.

#### Méxicovs.Quintana Roo

##### Juego 1(enlace rotodisponible enInternet Archive; véase elhistorial, laprimera versióny laúltima).
21 de agosto de 2011; Estadio Beto Ávila, Cancún, Quintana Roo.
| Equipo                                                                          | 1 | 2 | 3 | 4 | 5 | 6 | 7 | 8 | 9 | C | H  | E |
| ------------------------------------------------------------------------------- | - | - | - | - | - | - | - | - | - | - | -- | - |
| México                                                                          | 0 | 1 | 0 | 0 | 0 | 1 | 0 | 0 | 0 | 2 | 8  | 2 |
| Quintana Roo                                                                    | 5 | 2 | 0 | 0 | 0 | 1 | 0 | 0 | X | 8 | 11 | 0 |
| G: Francisco Córdova (1-0, 3.38); P: Roberto Ramírez (0-1, 13.50); SV: No hubo. |   |   |   |   |   |   |   |   |   |   |    |   |
| HR: TIG - I. Franco (1). ASIST: 8,807.                                          |   |   |   |   |   |   |   |   |   |   |    |   |

##### Juego 2(enlace rotodisponible enInternet Archive; véase elhistorial, laprimera versióny laúltima).
22 de agosto de 2011; Estadio Beto Ávila, Cancún, Quintana Roo.
| Equipo                                                                        | 1 | 2 | 3 | 4 | 5 | 6 | 7 | 8 | 9 | C | H | E |
| ----------------------------------------------------------------------------- | - | - | - | - | - | - | - | - | - | - | - | - |
| México                                                                        | 0 | 0 | 0 | 0 | 0 | 0 | 0 | 0 | 0 | 0 | 8 | 0 |
| Quintana Roo                                                                  | 0 | 1 | 0 | 0 | 0 | 0 | 0 | 0 | X | 1 | 6 | 2 |
| G: Pablo Ortega (1-0, 0.00); P: Marco Quevedo (0-1, 1.69); SV: Sandy Nin (1). |   |   |   |   |   |   |   |   |   |   |   |   |
| HR: No hubo. ASIST: 7,607.                                                    |   |   |   |   |   |   |   |   |   |   |   |   |

##### Juego 3(enlace rotodisponible enInternet Archive; véase elhistorial, laprimera versióny laúltima).
25 y 26 de agosto de 2011; Foro Sol, México, D. F.
| Equipo                                                                                          | 1 | 2 | 3 | 4 | 5 | 6 | 7 | 8 | 9 | C | H  | E |
| ----------------------------------------------------------------------------------------------- | - | - | - | - | - | - | - | - | - | - | -- | - |
| Quintana Roo                                                                                    | 0 | 1 | 2 | 0 | 1 | 0 | 3 | 2 | 0 | 9 | 12 | 0 |
| México                                                                                          | 1 | 1 | 0 | 1 | 0 | 1 | 2 | 0 | 0 | 6 | 11 | 0 |
| G: Eder Llamas (1-0, 5.40); P: Federico Castañeda (0-1, 10.12); SV: Sandy Nin (2).              |   |   |   |   |   |   |   |   |   |   |    |   |
| HR: TIG - P. Castellano (1), W. Romero (1); MEX - L. Terrero (1), J. Amador (1). ASIST: 23,553. |   |   |   |   |   |   |   |   |   |   |    |   |

##### Juego 4(enlace rotodisponible enInternet Archive; véase elhistorial, laprimera versióny laúltima).
26 de agosto de 2011; Foro Sol, México, D. F.
| Equipo                                                                            | 1 | 2 | 3 | 4 | 5 | 6 | 7 | 8 | 9 | C  | H  | E |
| --------------------------------------------------------------------------------- | - | - | - | - | - | - | - | - | - | -- | -- | - |
| Quintana Roo                                                                      | 2 | 2 | 1 | 0 | 0 | 0 | 5 | 0 | 3 | 13 | 19 | 2 |
| México                                                                            | 0 | 3 | 2 | 0 | 0 | 0 | 0 | 1 | 3 | 9  | 11 | 0 |
| G: Jorge Campillo (1-0, 0.00); P: Salvador Robles (0-1, 7.20); SV: Sandy Nin (3). |   |   |   |   |   |   |   |   |   |    |    |   |
| HR: TIG - D. Clark (1), C. Gastélum (1 y 2), A. Contreras (1). ASIST: 22,210.     |   |   |   |   |   |   |   |   |   |    |    |   |

## Líderes
A continuación se muestran los lideratos tanto individuales como colectivos de los diferentes departamentos de bateo y de pitcheo.

### Bateo
| Categoría           | Individual                                  | Marca | Colectivo                | Marca |
| ------------------- | ------------------------------------------- | ----- | ------------------------ | ----- |
| Porcentaje          | Bárbaro Cañizares (OAX)                     | .396  | Diablos Rojos del México | .334  |
| Carreras Producidas | Luis Terrero (MEX)                          | 110   | Diablos Rojos del México | 725   |
| Home Runs           | Jorge Guzmán (VER)                          | 39    | Diablos Rojos del México | 192   |
| Carreras Anotadas   | Luis Terrero (MEX)                          | 109   | Diablos Rojos del México | 780   |
| Hits                | Leo Heras (MEX)                             | 152   | Diablos Rojos del México | 1,243 |
| Dobles              | Ricardo Serrano (PUE) Carlos Valencia (MEX) | 36    | Diablos Rojos del México | 249   |
| Triples             | Chris Roberson (MTY)                        | 9     | Diablos Rojos del México | 28    |
| Bases Robadas       | Eduardo Arredondo (REY) Henry Mateo (TAB)   | 32    | Vaqueros Laguna          | 87    |
| Slugging            | Luis Terrero (MEX)                          | .770  | Diablos Rojos del México | .571  |

### Pitcheo
| Categoría         | Individual | Marca | Colectivo                                  | Marca |
| ----------------- | --- | ----- | ------------------------------------------ | ----- |
| Efectividad       | Marco Tovar (REY) | 3.11  | Rojos del Águila de Veracruz               | 4.24  |
| Juegos Ganados    | Marco Tovar (REY) Francisco Campos (CAM) Leonardo González (TAB) Marco Duarte (MEX) | 12    | Diablos Rojos del México                   | 63    |
| Ponches           | Héctor Daniel Rodríguez (SAL) | 118   | Piratas de Campeche                        | 706   |
| Entradas Lanzadas | Lorenzo Barceló (PUE) | 142.1 | Vaqueros Laguna                            | 945.2 |
| Juegos Completos  | Oscar Rivera (YUC) | 4     | Leones de Yucatán                          | 8     |
| Blanqueadas       | Andrés Meza (PUE) Pablo Ortega (TIG) Lorenzo Barceló (PUE) Roberto Ramírez (MEX) Jorge Sosa (YUC) Jorge Castillo (OAX) Francisco Córdova (TIG) Juan Padilla (YUC) Ángel Castro (SAL) Rosman García (MTY) Demetrio Gutiérrez (LAG) Omar Espinoza (PUE) | 1     | Tigres de Quintana Roo                     | 9     |
| Juegos Salvados   | Sandy Nin (TIG) | 24    | Tigres de Quintana Roo                     | 28    |
| WHIP              | Miguel Ruiz (CAM) | 1.16  | Piratas de Campeche Tigres de Quintana Roo | 1.46  |

## Designaciones
| Designación         | Ganador              | Equipo                   |
| ------------------- | -------------------- | ------------------------ |
| Jugador más valioso | Luis Terrero         | Diablos Rojos del México |
| Pitcher del año     | Marco Tovar          | Broncos de Reynosa       |
| Relevista del año   | Sandy Nin            | Tigres de Quintana Roo   |
| Novato del año      | Alejandro Martínez   | Petroleros de Minatitlán |
| Retorno del año     | Pablo Ortega         | Tigres de Quintana Roo   |
| Mánager del año     | Matías Carrillo      | Tigres de Quintana Roo   |
| Ejecutivo del año   | Carlos Peralta       | Tigres de Quintana Roo   |
| Rey del Béisbol *   | Cuauhtémoc Rodríguez | Tigres de Quintana Roo   |

* Distinción internacional.

## Guantes de Oro
A continuación se muestran a los ganadores de los Guantes de Oro:
| Posición            | Ganador               | Porcentaje |
| ------------------- | --------------------- | ---------- |
| Lanzador            | Walter Silva (MTY)    | 1.000      |
| Receptor            | Jonathan Aceves (SAL) | 1.000      |
| Primera base        | Michel Abreu (TAB)    | .997       |
| Segunda base        | Carlos Gastélum (TIG) | .994       |
| Tercera base        | Jesús Castillo (TAB)  | .974       |
| Parador en corto    | Iván Cervantes (PUE)  | .981       |
| Jardinero izquierdo | Douglas Clark (TIG)   | .995       |
| Jardinero central   | Rubén Rivera (CAM)    | 1.000      |
| Jardinero derecho   | Víctor Díaz (VER)     | .993       |

## Acontecimientos relevantes
- 17 de mayo: Jorge Luis Castillo de los Guerreros de Oaxaca lanza juego sin hit ni carrera de 9 entradas con marcador de 5-0 sobre los Petroleros de Minatitlán.
- 24 de julio: Pablo Ortega de los Tigres de Quintana Roo lanza juego sin hit ni carrera de 9 entradas con marcador de 10-0 sobre los Rojos del Águila de Veracruz.[40]